# Incoterms

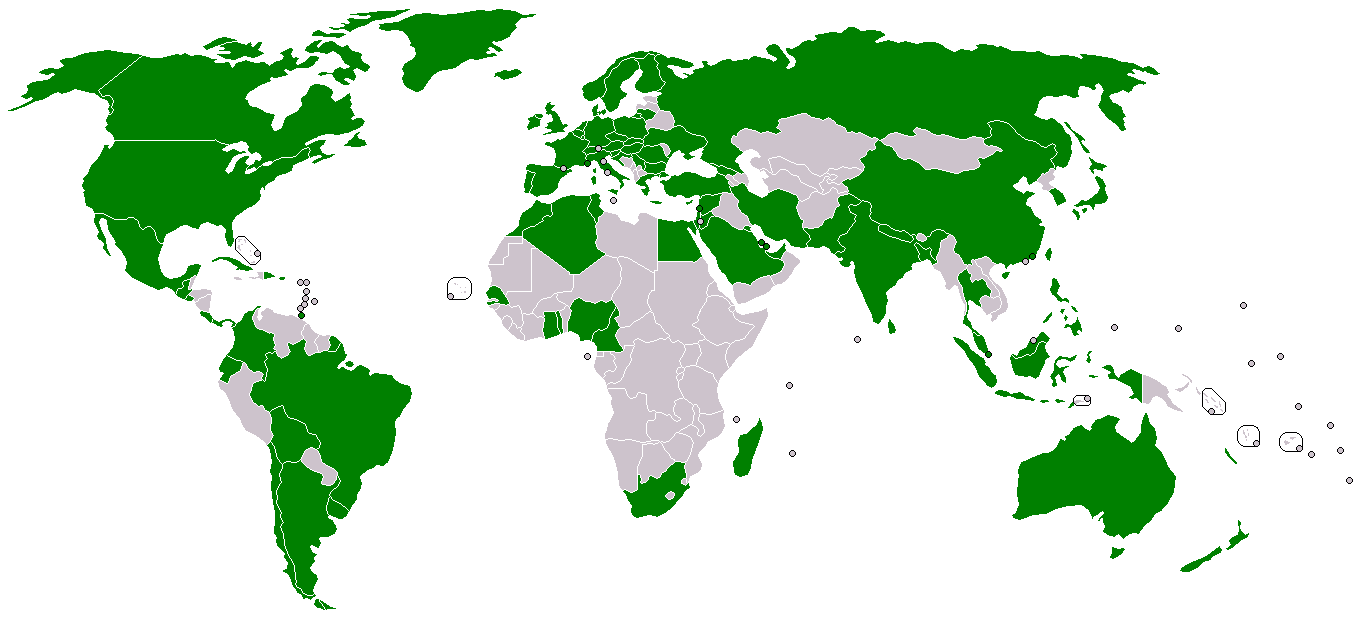
Nationale ICC vertegenwoordigingen.

Incoterms (International Commercial Terms) is een internationale standaard over de rechten en plichten van de koper en verkoper bij internationaal transport van goederen, ontwikkeld en gepubliceerd door de Internationale Kamer van Koophandel (International Chamber of Commerce, ICC). Incoterms is een geregistreerd handelsmerk.
De eerste incotermsregels dateren van 1936 en zijn daarna achtmaal aangepast, voor het laatst in 2020. Handelsovereenkomsten zullen meestal opgesteld zijn aan de hand van deze laatste versie, de Incoterms 2020-regels. De Engelse tekst is de originele en officiële versie van de incotermsregels, die zijn goedgekeurd door de Commissie voor internationaal handelsrecht van de Verenigde Naties (UNCITRAL). Geautoriseerde vertalingen zijn verkrijgbaar via nationale afdelingen van ICC. De Nederlandse afdeling van ICC houdt kantoor in Den Haag, de Belgische afdeling in Brussel..
In de Incoterms 2020 zijn er elf incotermsregels of leveringsvoorwaarden. Van de elf zijn er vier gericht op de zeevaart, terwijl de overige zeven voor alle soorten transport gelden.
In het contract tussen verkoper en koper wordt vastgelegd:
- de verplichtingen van beiden;
- wie de verzekeringen, vergunningen, machtigingen en andere formaliteiten regelt;
- wie tot waar het transport regelt;
- het punt waarop de kosten en risico's overgaan van de verkoper naar de koper.

De incoterms kunnen opgedeeld worden in vier hoofdcategorieën, die kunnen worden herkend aan de eerste letter van iedere incoterm, deze categorieën zijn de E-term, de F-termen, de C-termen en de D-termen. Bij de E-term regelt de koper het gehele transport. Bij de F-termen regelt de koper het hoofdvervoer, de verkoper enkel het voorbereidend vervoer alsook de uitklaring bij de douane. bij de C-termen ligt de overdracht van risico anders dan de verdeling van de kosten, bij deze termen regelt en betaalt de verkoper het hoofdtransport, maar gaat het risico tijdens het hoofdtransport al over naar de koper. Bij de D-termen regelt en betaalt de verkoper het hoofdtransport, en draagt ook het risico erover. 

## Incoterms 2020
De Incoterms 2020 houden slechts kleine wijzigingen in t.o.v. de 2010-versie. Het meest in het oog springend is de vervanging van DAT (delivered at terminal) door DPU (delivered at place unloaded). Deze wijziging kwam er door de verwarring tussen DAT en DAP (delivered at place), omdat een terminal ook een plaats is, maar DAT veronderstelt dat de goederen op kosten van de verkoper worden uitgeladen, deze verwarring is nu opgelost door het gebruik van DPU. Verder veronderstelt de term CIP (carriage and insurance paid to) in de nieuwe versie standaard een omnium verzekering af te sluiten door de verkoper. Tot 2030 jaar zijn de Incoterms 2020 leidend. Als er toch gebruik gemaakt wordt van de 2010-versie, dan staat dat in de afspraken gespecificeerd.

## Incoterms 2010
Met ingang van 1 januari 2011 konden koper en verkoper kiezen uit de volgende elf incoterms:
Voor elke vorm van transportmultimodaal transport
- EXW, Ex Works (af fabriek)
- FCA, Free Carrier (vrachtvrij tot vervoerder)
- CPT, Carriage Paid To (vrachtvrij tot)
- CIP, Carriage and Insurance Paid To (vrachtvrij inclusief verzekering tot)
- DAT, Delivered At Terminal (franco terminal)
- DAP, Delivered At Place (franco ter plaatse)
- DDP, Delivered Duty Paid (franco inclusief rechten)

Uitsluitend voor transport over zee en binnenwateren
- FAS, Free Alongside Ship (vrij langszij schip)
- FOB, Free On Board (vrij aan boord)
- CFR, Cost and Freight (kostprijs en vracht)
- CIF, Cost, Insurance and Freight (kostprijs, verzekering en vracht)

EXW Ex WorksAF FABRIEK
EXW is eigenlijk een conditie die zowel maritiem als non-maritiem kan worden gebruikt als er sprake is van transport. EXW voorziet namelijk ook in de mogelijkheid om goederen te verkopen zonder dat deze van plaats verwisselen. Bijna alle verplichtingen liggen bij de koper. EXW wordt nog steeds frequent gebruikt. Het verdient aanbeveling het gebruik van EXW te beperken tot binnenlandse leveringen. 
FCA Free CarrierVRACHTVRIJ tot (eerste) VERVOERDER (overeengekomen laadplaats)
FCA is een non-maritieme conditie. FCA begon zijn carrière als FCR en is een samenvoeging van de 1980-condities FOT, FOR, FOB Airport. Het initiatief ligt bij de koper. FCA wordt steeds meer gebruikt, vooral in de plaats van EXW. De verkoper is alleen belast met voortransport. FCA is geschikt voor alle vormen van vervoer. Advies: gebruik bij vervoer in containers bij voorkeur FCA in plaats van FOB. Dit om de reden dat bij deze term het risico en kosten kunnen worden overgegaan bij de inontvangstneming van de container door de terminal operator. 
CPT Carriage Paid toVRACHTVRIJ TOT (overeengekomen plaats van bestemming)
CPT is een non-maritieme conditie. Het transportheft is in handen van de verkoper. Het wordt steeds frequenter gebruikt. CPT kan worden toegepast bij alle vervoersvormen. Het is eigenlijk de tegenhanger van CFR. Advies: gebruik bij vervoer per container bij voorkeur CPT in plaats van CFR
CIP Carriage and Insurance Paid toVRACHTVRIJ INCLUSIEF VERZEKERING TOT (overeengekomen plaats van bestemming)
CIP is een non-maritieme conditie. Het transportheft is in handen van de verkoper. De koper draagt echter het transportrisico. CIP wordt steeds frequenter gebruikt. CIP is een conditie die voor alle vervoersvormen kan worden gebruikt. Het is eigenlijk de tegenhanger van CIF. Advies: gebruik bij vervoer per container bij voorkeur CIP in plaats van CIF
DAT Delivered at TerminalGELEVERD AAN terminal van bestemming
DAT is een non-maritieme conditie. DAT vervangt voornamelijk de conditie DEQ. DAT is nieuw en op dringend verzoek van de handel in het leven geroepen om de containerterminal (yard, warehouse) nadrukkelijk onder de aandacht te brengen. De verkoper heeft het transportheft in handen. De verkoper draagt nu ook het transportrisico. DAT kan worden gebruikt voor alle vormen van vervoer.
DAP Delivered At PlaceGELEVERD AAN overeengekomen plaats van bestemming
DAP is een non-maritieme conditie. DAP vervangt de condities DAF, DES en DDU. De verkoper heeft het transportheft in handen. De verkoper draagt nu ook het transportrisico. DAP kan worden gebruikt voor alle vormen van vervoer. 
DDP Delivered Duty PaidFRANCO INCLUSIEF RECHTEN (overeengekomen plaats van bestemming)
DDP is een non-maritieme conditie. Het transportheft is in handen van de verkoper. De verkoper draagt nu ook het risico. Het gebruik van DDP gaat langzamerhand omhoog. DDP kan worden gebruikt voor alle vormen van vervoer.
FAS Free Alongside ShipVRIJ LANGSZIJ SCHIP (overeengekomen verschepingshaven)
FAS is een maritieme conditie. Het initiatief ligt bij de koper. FAS wordt niet zo frequent gebruikt, indien dit wel het geval is, is het in de context van het overladen van goederen tussen een binnenschip en een zeeschip. De verkoper verzorgt het voortransport en de uitvoerformaliteiten.
FOB Free On BoardVRIJ AAN BOORD (overeengekomen verschepingshaven)
FOB is een maritieme conditie. Het initiatief ligt bij de koper. FOB is een zeer frequent gebruikte conditie. De verkoper verzorgt het voortransport en de inlading van de goederen.
Kan alleen worden gebruikt voor vervoer over water. Advies: gebruik bij vervoer per container bij voorkeur FCA in plaats van FOB.
CFR Cost and FReightKOSTEN EN VRACHT (overeengekomen bestemmingshaven)
CFR is een maritieme conditie. CFR staat ook nog steeds bekend als C&F, C and F en C + F. Het transportheft ligt nu in handen van de verkoper. CFR is een frequent gebruikte conditie. Het is een ‘over-water’-conditie. Advies: gebruik bij vervoer per container bij voorkeur CPT in plaats van CFR
CIF Cost, Insurance and FreightKOSTEN, VERZEKERING EN VRACHT (overeengekomen bestemmingshaven)
CIF is een maritieme conditie. Het transportheft is in handen van de verkoper. De verkoper draagt daarnaast ook het transportrisico. Het is een zeer frequent gebruikte conditie. Het is een ‘over-water’-conditie. Advies: gebruik bij vervoer per container bij voorkeur CIP in plaats van CIF

## Incoterms 2000
De incoterms worden elke tien jaar aangepast. Hieronder staat nog de informatie over de Incoterm 2000. Nu is er al de Incoterms 2020. Grootste veranderingen zijn de DAT en DAP die de DAF, DES, DEQ en DDU vervangen.

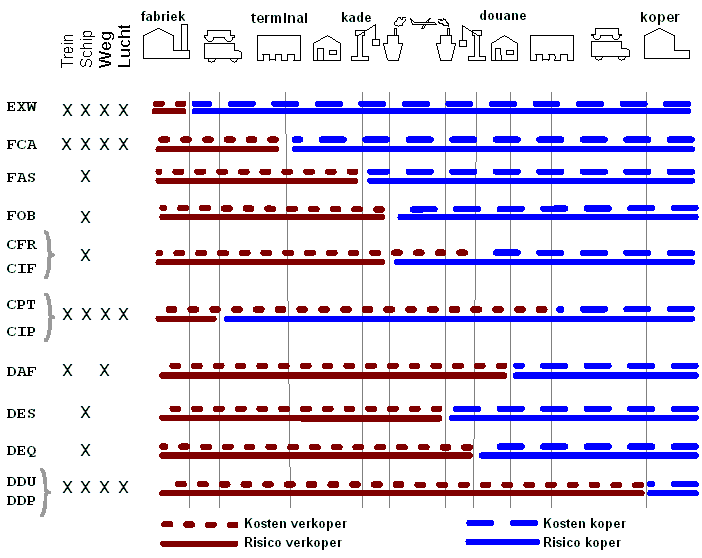
Voorbeeld van Incoterms 2000

De Incoterms 2000 werden in 4 categorieën opgedeeld:
- Groep E - Departure:

EXW. Ex Works (named place)
- Groep F - Main Carriage Unpaid:

FCA; Free Carrier (named place)
FAS; Free Alongside Ship (named loading port)
FOB; Free On Board (named loading port)
FOT; Free On Truck
FOP; Free On Plane
FOR; Free on Rail
- Groep C - Main Carriage Paid:

CFR (CNF); Cost and Freight (named destination port)
CIF; Cost, Insurance and Freight (named destination port)
CPT; Carriage Paid To (named destination place)
CIP; Carriage and Insurance Paid to (named destination place)
- Groep D - Arrival:

DAF; Delivered At Frontier (named place)
DES; Delivered Ex Ship (named port)
DEQ; Delivered Ex Quay (named port)
DDU; Delivered Duty Unpaid (named destination place)
DDP; Delivered Duty Paid (named destination place)

### EXW
Ex Works - af fabriek
De verkoper levert de goederen door ze in zijn bedrijfspand (werkplaats, opslagruimte, loods, fabriek etc.) ter beschikking te stellen van de koper. Volgens deze afspraak heeft de verkoper de minste verantwoordelijkheid. Hij zorgt voor goederen met factuur (of EDI-bericht) en de minimale verpakking.
De koper is dus verantwoordelijk voor alle kosten en risico's die verbonden zijn aan het verpakken, laden, vervoeren vanaf het bedrijfspand van de verkoper tot de gewenste bestemming.
De koper is dus ook aansprakelijk voor het laden en voor de uitklaring (de procedures bij de douane).
In de praktijk wordt nog weleens EXW loaded vermeld bij de verkoopvoorwaarde, dit is echter geen voorwaarde.
Als de verkopende partij toch de goederen verpakt, laadt, en de vrachtbon wordt opgemaakt, is het beter een term uit de F reeks te gebruiken, bijvoorbeeld FCA.

### FCA
Free Carrier - vrachtvrij tot vervoerder
De verkoper zorgt voor goederen met factuur, verpakking, uitvoervergunning, douaneformaliteiten bij uitvoer en kosten tot levering van de goederen aan de carrier (de vervoersmaatschappij) zoals bepaald door de koper en volgens de vervoersmodus.
De verkoper levert de goederen - uitgeklaard - en draagt ze over aan de door de koper genoemde vervoerder op de plaats of het punt als overeengekomen. Indien er geen exact punt is afgesproken kan de verkoper binnen de plaats of het gebied als vastgesteld kiezen waar de overdracht van de aansprakelijkheid gebeurt.

### FAS
Free Alongside Ship - vrij langszij schip
De verkoper zorgt voor goederen met factuur, verpakking en kosten tot langszij het (zee - of binnen)schip met uitvoervergunning (op eigen kosten en risico). Vanaf daar moet de koper een vervoersovereenkomst afsluiten en draagt hij ook alle risico's van verlies of schade aan de goederen. De verkoper is verplicht de goederen uit te klaren.
Als extra verplichting geldt dat de koper een zeetransportverzekering moet afsluiten tegen het risico voor de verkoper van verlies van of schade aan de goederen tijdens het vervoer. De koper sluit een verzekeringscontract af en de verkoper betaalt de verzekeringspremie. De koper dient er nota van te nemen dat de leveringsconditie FAS de verkoper slechts verplicht tot een verzekering met minimale dekking.

### FOB
Free on Board - vrij aan boord
De verkoper draagt zorg voor de factuur, verpakking, en bij uitvoer de uitvoervergunning en douaneformaliteiten. De verkoper moet opdraaien voor de kosten (uitklaring e.d.) en is verantwoordelijk voor alle risico's tot over de reling van het schip.
De verkoper heeft aan zijn leveringsplicht voldaan wanneer de goederen aan "eenmalig" boord van het schip zijn geplaatst in de genoemde verschepingshaven en betaald zijn. Als de goederen dus het dek hebben geraakt maar weer worden gelift en er gebeurt iets, dan is het vanaf dat moment voor risico van de koper.
Vanaf Incoterms 2010: Goederen zijn pas "aan boord" wanneer de goederen conform geladen zijn "lashed and secured" en de kapitein getekend heeft voor ontvangst, m.a.w. het stuwingscertificaat in handen heeft.

### CFR (CNF)
Cost and Freight - kostprijs en vracht
Dit betekent dat de verkoper de kosten en transport moet betalen om de goederen naar genoemde bestemmingshaven te brengen, maar het risico van verlies of van schade aan de goederen, alsmede dat van eventuele extra kosten ten gevolge van gebeurtenissen die zich voordoen nadat de goederen aan boord van het schip zijn geleverd, gaat van de verkoper op de koper over wanneer de goederen de scheepsreling passeren in de verschepingshaven. De term CFR verplicht de koper tot uitklaring van de goederen. Deze term kan alleen gebruikt worden voor zeevervoer en binnenvaartverkeer.

### CIF
Cost, Insurance and Freight - kostprijs, verzekering en vracht
Hier heeft de verkoper dezelfde verplichtingen als onder CFR. Dus de verkoper moet de kosten en vracht betalen om de goederen naar genoemde bestemmingshaven te brengen, maar het risico van verlies van of schade aan de goederen, alsmede dat van eventuele extra kosten ten gevolge van gebeurtenissen die zich voordoen nadat de goederen aan boord van het schip zijn geleverd, gaat van de verkoper op de koper over wanneer de goederen de scheepsreling passeren in de verschepingshaven.
Als extra verplichting geldt dat de verkoper een zeetransportverzekering moet afsluiten tegen het risico voor de koper van verlies van of schade aan de goederen tijdens het vervoer. De verkoper sluit een verzekeringscontract af en betaalt de verzekeringspremie. De koper dient er nota van te nemen dat de leveringsconditie CIF de verkoper slechts verplicht tot een verzekering met minimale dekking. De term CIF verplicht de verkoper tot uitklaring van de goederen.
Deze term kan alleen gebruikt worden voor zeevervoer en binnenvaartverkeer.
CIF wordt in de praktijk zeer veel toegepast, omdat ze de kosten en de risico's zeer goed verdeelt tussen de verschillende partijen.

### CPT
Carriage Paid To - vrachtvrij tot bepaalde bestemming
CPT betekent dat de verkoper de vrachtprijs betaalt voor het vervoer van de goederen naar de genoemde bestemming. Het risico van verlies van of schade aan de goederen, alsmede dat van eventuele extra kosten ten gevolge van gebeurtenissen die zich voordoen nadat de goederen aan de vervoerder zijn afgeleverd, gaat van de verkoper over op de koper vanaf het ogenblik dat de goederen aan de eerste vervoerder zijn overgedragen. Indien opeenvolgende vervoerders worden gebruikt voor het vervoer naar de overeengekomen bestemming, gaat het risico over wanneer de goederen aan de eerste vervoerder zijn afgeleverd.
De term CPT verplicht de verkoper tot uitklaring van de goederen.
Deze term kan dienen voor elke vervoerwijzen, inclusief multimodaal vervoer.
In Nederland wordt de term ENF (Effectief Netto Franco) hier ook voor gebruikt.

### CIP
Carriage and Insurance Paid To - vrachtvrij inclusief verzekering tot
CIP betekent dat de verkoper dezelfde verplichtingen heeft als onder CPT. Dus de verkoper betaalt de vrachtprijs voor het vervoer van de goederen naar de genoemde bestemming. Het risico van verlies van of schade aan de goederen, alsmede dat van eventuele extra kosten ten gevolge van gebeurtenissen die zich voordoen nadat de goederen aan de vervoerder zijn afgeleverd, gaat van de verkoper over op de koper vanaf het ogenblik dat de goederen aan de eerste vervoerder zijn overgedragen.
Als extra verplichting geldt dat de verkoper een vrachtverzekering moet afsluiten tegen het risico voor de koper van verlies van of schade aan de goederen tijdens het vervoer. De verkoper sluit een verzekering af en betaalt de verzekeringspremie. De koper dient er nota van te nemen dat CIP de verkoper slechts verplicht tot een verzekering met minimale dekking.
De term CIP verplicht de verkoper tot uitklaring van de goederen.

### DAF
Delivered At Frontier - franco grens
DAF betekent dat de verkoper aan zijn leveringsplicht voldoet wanneer de goederen, uitgeklaard, in het genoemde punt aan de genoemde grens beschikbaar zijn gesteld, echter voor de douanegrens van het aangrenzende land. De term "grens" kan gebruikt worden voor elke grens inclusief die van het land van uitvoer. Derhalve is het van vitaal belang dat de betreffende grens nauwkeurig wordt omschreven door steeds de naam van het punt en de plaats in de voorwaarde te vermelden.
De term DAF is voornamelijk bedoeld voor toepassing in het spoor- en wegvervoer, maar kan ook dienen voor elke andere vervoerwijze.

### DES
Delivered Ex Ship - franco af schip
DES betekent dat de verkoper aan zijn leveringsplicht voldoet wanneer de goederen, niet ingeklaard, ter beschikking van de koper zijn gesteld aan boord van het schip in de genoemde bestemmingshaven. De kosten en risico's verbonden aan het vervoer naar die bestemmingshaven komen volledig voor rekening van de verkoper.
De term DES kan alleen dienen voor zeevervoer en binnenvaartverkeer.

### DEQ
Delivered Ex Quay - franco af kade (exclusief rechten)
DEQ betekent dat de verkoper aan zijn leveringsplicht voldoet wanneer hij de goederen, niet ingeklaard, aan de koper beschikbaar heeft gesteld op de kade (laadsteiger) in de genoemde bestemmingshaven. De risico's en kosten, inclusief rechten, belastingen en overige lasten verbonden aan het aldaar afleveren van de goederen, komen volledig voor rekening van de koper.

### DDU
Delivered Duty Unpaid - franco exclusief rechten
DDU betekent dat de verkoper aan zijn leveringsplicht voldoet wanneer de goederen beschikbaar zijn gesteld in de genoemde plaats in het land van invoer. De verkoper draagt de kosten en risico's verbonden aan het vervoer daarheen, met uitzondering van rechten, belastingen en overige bij invoer verschuldigde officiële heffingen en van de kosten van de te vervullen douaneformaliteiten.
Indien de partijen wensen dat de verkoper de douaneformaliteiten vervult en de daaruit voortvloeiende kosten en risico's draagt, dient dit duidelijk te worden gemaakt door woorden van die strekking toe te voegen.
Indien de partijen sommige bij invoer van de goederen verschuldigde kosten (zoals belasting op toegevoegde waarde (btw)) onder de verplichtingen van de verkoper willen brengen, dient dit duidelijk te worden gemaakt door woorden van die strekking toe te voegen: Franco exclusief rechten, inclusief btw ... (overeengekomen bestemmingsplaats).

### DDP
Delivered Duty Paid - franco inclusief rechten
DDP betekent dat de verkoper aan zijn leveringsplicht voldoet wanneer de goederen op de genoemde plaats in het land van invoer beschikbaar zijn gesteld. De verkoper draagt de risico's en kosten inclusief rechten, belastingen en overige heffingen verbonden aan het aldaar leveren van de ingeklaarde goederen.
Terwijl de EXW term de minimum verplichting van de verkoper behelst, geeft de DDP voorwaarde zijn maximum verplichting aan.
Indien de partijen willen dat de koper de goederen inklaart en de rechten betaalt, dient DDU te worden gebruikt.
Indien de partijen sommige van de bij invoer van de goederen verschuldigde kosten (zoals belasting op toegevoegde waarde (btw)) van de verplichtingen van de verkoper willen uitsluiten, dient dit duidelijk te worden gemaakt door woorden van die strekking toe te voegen: Franco inclusief rechten, exclusief btw ... (genoemde plaats van bestemming). De verkoper heeft hier de maximale verplichting : de overdracht van de risico's en de kosten gebeurt bij de levering aan de koper en hij staat ook in voor het lossen (tenzij anders bedongen).
DDP wordt in het Nederlands ook aangeduid met 'Franco Huis'.